# Rezistența materialelor

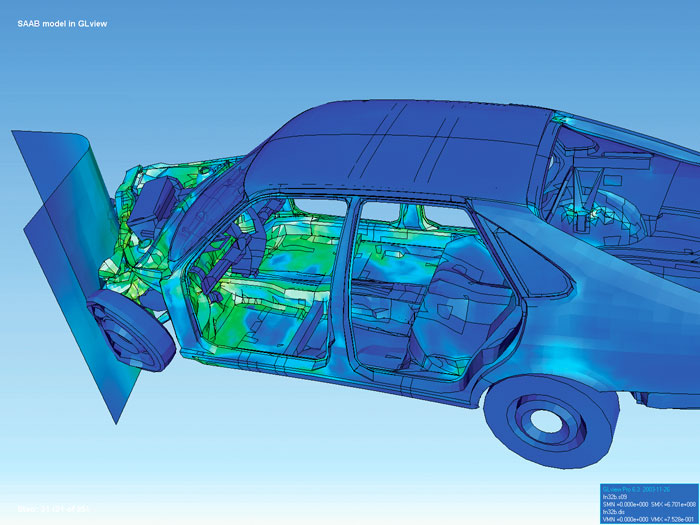
Vizualizarea deformaţiilor în timpul unui impact asimetric utilizând metoda elementelor finite.

Rezistența materialelor este o ramură a mecanicii, care consideră corpurile solide ca fiind deformabile elastic și plastic⁠(d) sub acțiunea forțelor exterioare. Ea stabilește relații de calcul a tensiunilor și deformațiilor datorită solicitărilor, în scopul realizării cu ele a unor construcții tehnice sigure în funcționare și ieftine.
Rezistența materialelor studiază, de asemenea, comportarea materialelor supuse unor sarcini și dă indicații asupra modului de alegere a materialului pentru realizarea unei anumite piese, ținând seama de sarcinile ce-i sunt aplicate și de condițiile de lucru ale acesteia.

## Obiectiv
Rezistența materialelor are ca obiect stabilirea metodelor și procedeelor de calcul ale tensiunilor și deformațiilor ce apar în diferite puncte ale elementelor de rezistență, când asupra acestora acționează forțe, precum și stabilirea și utilizarea relațiilor dintre tensiuni și dimensiunile secțiunii în scopul asigurării rezistenței, rigidității și stabilității acestora.
Rezolvarea problemelor rezistenței materialelor are în vedere următoarele aspecte:
- aspectul static, prin care se stabilesc, pe baza legilor mecanicii, relații dintre forțele exterioare și eforturi (forțe interioare) și respectiv relații între eforturi și tensiuni;
- aspectul geometric, prin care se analizează deformațiile corpului sub acțiunea sarcinilor;
- aspectul fizic, prin care se determină pe cale experimentală relațiile de legătură (legile) dintre forțe și deformații, precum și caracteristicile mecanico-elastice ale materialului respectiv.

Rezistența materialelor rezolvă trei categorii de probleme:
- probleme de verificare, prin care se determină dacă un element de rezistență cu anumite dimensiuni îndeplinește sau nu, sub acțiunea forțelor, condițiile de rezistență, rigiditate și stabilitate;
- probleme de calcul a sarcinii capabile, prin care, cunoscându-se materialul și caracteristicile sale mecanice și elastice, dimensiunile și modul de solicitare ale elementului de rezistență, se determină valoarea sarcinilor pe care le poate suporta;
- probleme de dimensionare, prin care se stabilesc dimensiunile optime ale pieselor proiectate.

## Criterii
La baza calculului de rezistență stau două criterii:
- de bună funcționare, ceea ce presupune asigurarea la piesa proiectată a rezistenței, rigidității și stabilității;
- de eficiență, care urmărește ca piesa proiectată să reprezinte soluția cea mai economică posibilă în privința consumului de material și manoperă.

Din aceste două criterii se observă întrepătrunderea tehnicului cu economicul.
Pentru ca un calcul de rezistență să poată fi considerat corespunzător, trebuie ca acesta să îndeplinească simultan cele două criterii.
Primul criteriu presupune:
- Fiecare element de rezistență al unui ansamblu trebuie să reziste tuturor solicitărilor ce apar în acesta pe toată durata de exploatare și de aceea condiția de rezistență se impune cu prioritate. În acest scop, Rezistența materialelor prezintă alegerea materialului corespunzător, forma secțiunii cea mai avantajoasă și se stabilesc relații între secțiunea transversală și solicitări, astfel încât la solicitările maxime, eforturile care apar în secțiunea respectivului element de rezistență să fie inferioară celei care produce ruperea.
- Condiția de rigiditate impune valori limită pe care să le atingă deformațiile elementelor de rezistență ale unui ansamblu în timpul solicitării maxime, în exploatare. De aceea Rezistența materialelor stabilește relații între secțiunea transversală a corpului și deformațiile care apar datorită forțelor și acestea servesc la calculul de rezistență (verificare, calculul capacității de încărcare și dimensionare). Capacitatea corpurilor de a avea deformații mici sub acțiunea forțelor se numește rigiditate.
- Condiția de stabilitate impune menținerea formei inițiale de echilibru stabil al elementului de rezistență sub acțiunea forțelor. De multe ori în practică apar cazuri când dimensiunile elementului de rezistență satisfac condițiile de rezistență și rigiditate impuse de solicitarea maximă, însă la forțe inferioare își pierd stabilitatea formei inițiale de echilibru. Fenomenul se manifestă prin apariția bruscă a unei deformații foarte mari care poate conduce la ruperea respectivului element de rezistență și distrugerea întregii construcții.

Exemplul clasic de pierderea stabilității formei de echilibru este cazul unei bare drepte lungi și subțiri (zvelte) comprimate.
- Pentru forțe mici, bara își păstrează forma rectilinie.
- Dacă se mărește forța, la o anumită valoare a acesteia, bara se încovoaie brusc, putând să se rupă.

Fenomenul este cunoscut sub numele de flambaj la compresiune, iar forța la care a avut loc fenomenul se numește forță critică de flambaj.

## Întindere și compresiune
Dacă asupra unei bare drepte se aplică, pe axa centrelor de greutate, forțe dirijate în lungul axei (forțe normale pe secțiune), ea este solicitată la întindere sau la compresiune.
{\displaystyle N=\int \sigma \,\mathrm {d} A=\sigma \int \mathrm {d} A=\sigma A}
Conform legii lui Hooke, lungirea specifică sau scurtarea specifică este:
{\displaystyle \varepsilon ={\frac {\sigma }{E}}={\frac {N}{EA}}}
Dacă bara este prismatică (A = const.), iar E și N sunt constante în tot lungul ei, lungirea este:
{\displaystyle \Delta l={\frac {Nl}{EA}}=\varepsilon l}

## Momente de inerție ale suprafețelor plane
Pe când în calculul de întindere sau compresiune intervine aria secțiunii barei, la încovoiere și torsiune intervin alte caracteristici geometrice ale secțiunii: momente statice, momente de inerție, module de rezistență. Se consideră axa longitudinală x în lungul barei, iar axele y și z în planul secțiunii, axa z orizontală, iar axa y verticală.

### Momente de inerție axiale
Se numesc momente de inerție axiale, față de axele y, respectiv z, expresiile
{\displaystyle I_{y}=\int _{A}z^{2}\,\mathrm {d} A\quad ;\quad I_{z}=\int _{A}y^{2}\,\mathrm {d} A}
Pentru expresiile momentelor de inerție planare a suprafețelor simple, a se vedea listă de momente de inerție planare.

### Moment de inerție centrifugal
Integrala de suprafață
{\displaystyle I_{zy}=\int _{A}zy\,\mathrm {d} A}
se numește moment de inerție centrifugal.

### Moment de inerție polar
Momentul de inerție polar al unei suprafețe, în raport cu un punct O, este definit prin relația
{\displaystyle I_{O}=I_{p}=\int _{A}r^{2}\,\mathrm {d} A}
unde r este distanța unui element de suprafață la punctul O. Întrucât {\displaystyle r^{2}=y^{2}+z^{2}}, se mai poate scrie
{\displaystyle I_{p}=\int _{A}(y^{2}+z^{2})\,\mathrm {d} A=\int _{A}y^{2}\,\mathrm {d} A+\int _{A}z^{2}\,\mathrm {d} A=I_{z}+I_{y}}
adică momentul de inerție polar este egal cu suma momentelor de inerție față de două axe perpendiculare oarecare, trecând prin polul considerat.